# Florencia Senger
Florencia Silvana Senger (Aldea Santa Rosa, Entre Ríos, Argentina; 23 de junio de 1995) es una futbolista que juega como mediocampista para el Pro Sesto que milita en la Serie B del Calcio Femenino.
Debuta en el año 2013 con Club Atlético Unión (Santa Fe) , firma su primer contrato profesional en Bogotá FC, juega Brasileirao y Campeonato Paulista con Ponte Preta 
. Asociación del Fútbol Argentino Torneo Transición 2020 y Rexona 2021 Social Atlético Televisión (S.A.T.S.A.I.D.) de la Primera División de Argentina. 
Senger participó en la Universiada de 2017 en Taipéi representando a la Selección Argentina Universitaria. Panamericano Futsal São Paulo 2018. Finalizó sus estudios cómo Profesora Universitaria en Música en la Universidad Autónoma de Entre Ríos.

## Trayectoria
Su primera experiencia competitiva fue en los juegos Evita representando a su instituto secundario (ICC). 
En 2012 empezó a jugar al fútbol en el equipo Las Vampirezas, como delantera. 
Debutó con Club Atlético Unión (Santa Fe) en septiembre de ese mismo año. Y en 2013 obtiene su primer título con el club Tatengue. 
Los dos años siguientes continua su carrera deportiva en Universitario de Paraná, obteniendo el tricampeonato con un gran promedio de gol. 
En 2016, vuelve a la Liga Santafesina de Fútbol pero defendiendo los colores de Club Vial. Obtiene el premio goleadora de la copa de oro con 12 goles. 
Jugó con la Selección Argentina en los Juegos Mundiales Universitarios en Tapei, China.
En el 2018 comenzó a jugar profesionalmente en Bogotá FC, en la Categoría Primera A (Colombia) Liga Águila Femenina de Colombia.
De regreso al país, nuevamente representa a la Selección Argentina, esta vez en la disciplina Futsal, en los Juegos Panamericanos Sao Paulo 2018.
Desde el año 2019 al 2020, formó parte del primer equipo del Ponte Preta del Brasileiro Femenino de Brasil.
A fines del 2020, fichó por el Social Atlético Televisión (S.A.T.S.A.I.D.) de la Primera División de Argentina, club en el que actualmente sigue jugando como profesional.
En el 2022, viaja al Viejo Continente para fichar con Pro Sesto, de la segunda división de la liga italiana de fútbol femenino. Calcio Femminile.